# David Wear
David Earl Wear, Jr., né le 21 septembre 1990 à Long Beach en Californie, est un joueur américain de basket-ball.

## Biographie
Il participe à la NBA Summer League 2014 avec les Bulls de Chicago.
Il signe un contrat avec les Kings de Sacramento mais n'est pas conservé dans l'effectif qui commence la saison.

## Vie privée
Il a un frère jumeau, Travis, lui aussi basketteur.